# Đậu tương
Đậu nành hay đỗ tương,  hoặc đậu tương (danh pháp hai phần: Glycine max) là loại cây họ Đậu (Fabaceae), là loài bản địa của Đông Á. Loài này giàu hàm lượng chất đạm protein, được trồng để làm thức ăn cho người và gia súc.
Cây đậu nành là cây thực phẩm có hiệu quả kinh tế lại dễ trồng. Sản phẩm từ cây đậu nành được sử dụng rất đa dạng như dùng trực tiếp hạt thô hoặc chế biến thành đậu phụ, ép thành dầu đậu nành, nước tương, làm bánh kẹo, sữa đậu nành, tào phớ, okara... đáp ứng nhu cầu đạm trong khẩu phần ăn hàng ngày của người cũng như gia súc.
Ngoài ra, trong cây đậu nành còn có tác dụng cải tạo đất, tăng năng suất các cây trồng khác. Điều này có được là hoạt động cố định N2 của loài vi khuẩn Rhizobium cộng sinh trên rễ cây họ Đậu.

## Phân loại

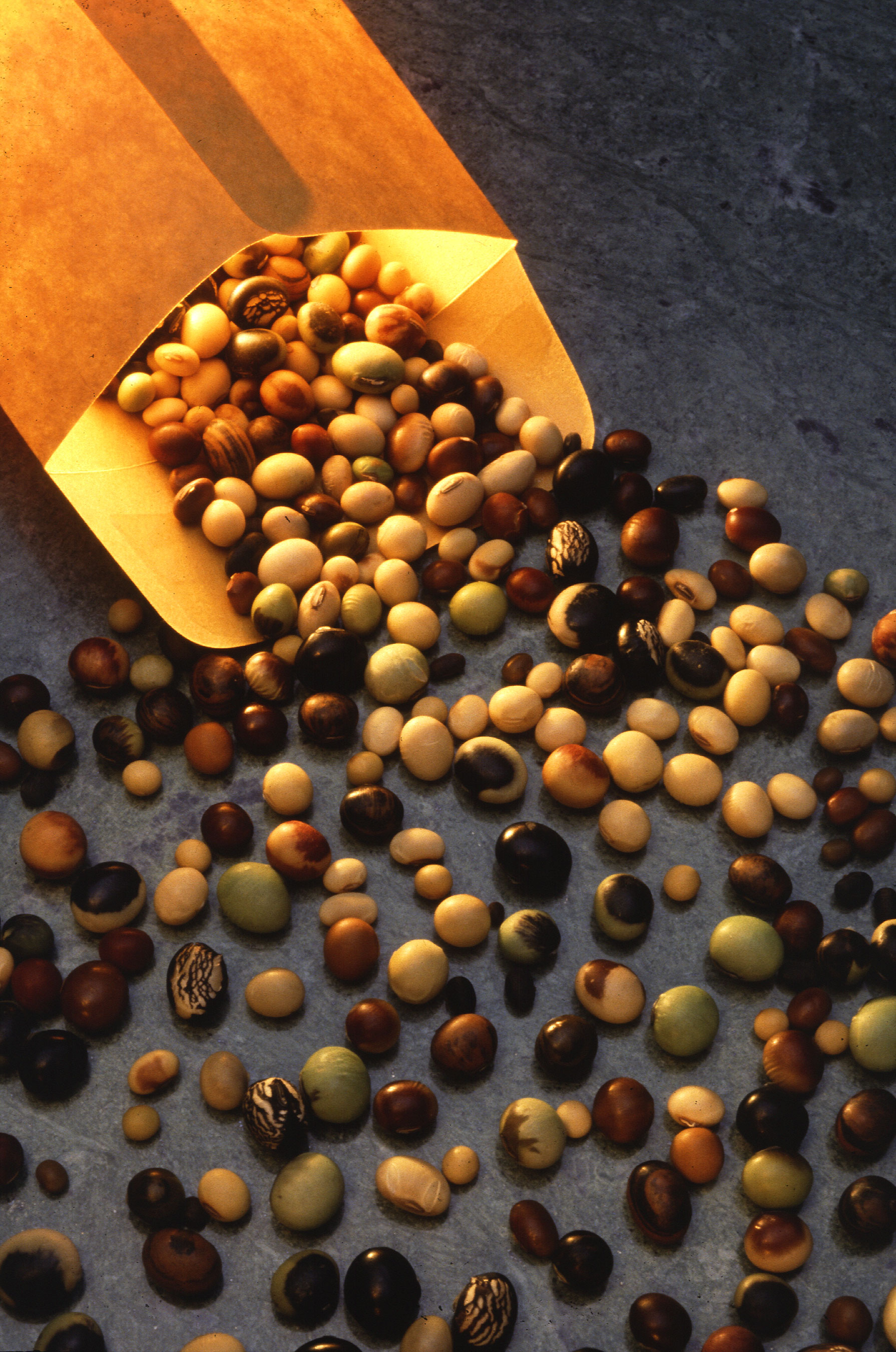
Hạt của rất nhiều giống đậu tương phục vụ cho các mục đích khác nhau.

Chi Glycine từng được Carl Linnaeus đưa ra năm 1737 trong ấn bản đầu tiên của quyển Genera Plantarum.Từ glycine có nguồn gốc từ tiếng Hy Lạp - glykys (ngọt) và có thể đề cập đến chất ngọt của củ ăn được sản xuất ở Bắc Mỹ có dạng cây đậu thân leo, Glycine apios, nay là Apios americana. Đậu tương được trồng được xuất hiện đầu tiên trong quyển Species Plantarum của Linnaeus, với tên gọi Phaseolus max L. Việc kết hợp Glycine max (L.) Merr., theo đề nghị của Merrill năm 1917, đã trở thành tên gọi chính thức được công nhận của loài này.
Chi Glycine Willd. được chia thành 2 phân chi Glycine và Soja. Phân chi Soja (Moench) F.J. Herm. bao gồm cây đậu tương được trồng trọt Glycine max (L.) Merr., và cây đậu dại Glycine soja Sieb. & Zucc. Cả hai loài đều là các loài cây hàng năm. Glycine soja là tổ tiên hoang dại của Glycine max, và chúng mọc hoang ở Trung Quốc, Nhật Bản, Hàn Quốc, Đài Loan, và Nga. Phân chi Glycine bao gồm ít nhất 25 loài cây dại lâu năm, ví dụ như Glycine canescens F.J. Herm. và G. tomentella Hayata, cả hai được tìm thấy ở Úc và Papua New Guinea.
Cũng giống như các loài cây trồng khác có thời gian thuần hóa lâu dài, mối quan hệ giữa các loài đậu tương hiện đại và các loài mọc hoang có thể không còn dấu vết ở bất kỳ mức độ chắc chắn nào.

## Khả năng cố định đạm
Nhiều loài trong họ đậu (alfalfa, đậu côve, pea, bean, lentil, đậu tương, đậu phộng và các loài khác) chứa các vi khuẩn cộng sinh có tên là Rhizobia, chúng nằm trong các nốt sần của bộ rễ. Các vi khuẩn này có một khả năng đặc biệt là cố định nitơ từ khí quyển thành ammoniac (NH3). Phản ứng hóa học là:
N2 + 8 H+ + 8 e− → 2 NH3 + H2
Ammoniac sau đó được chuyển hóa thành một dạng khác, amoni (NH4+), có thể được một số thực vật hấp thụ theo phản ứng sau:
NH3 + H+ → NH4+

## Diện tích trồng đậu tương
Quê hương của đậu tương là Đông Nam Á, nhưng 45% diện tích trồng đậu tương và 55% sản lượng đậu tương của thế giới nằm ở Mỹ. Nước Mỹ sản xuất 75 triệu tấn đậu tương năm 2000, trong đó hơn một phần ba được xuất khẩu. Các nước sản xuất đậu tương lớn khác là Brasil, Argentina, Trung Quốc và Ấn Độ. Phần lớn sản lượng đậu tương của Mỹ hoặc để nuôi gia súc, hoặc để xuất khẩu, mặc dù tiêu thụ đậu tương ở người trên đất nước này đang tăng lên. Dầu đậu tương chiếm tới 80% lượng dầu ăn được tiêu thụ ở Mỹ.

## Đậu tương biến đổi gen
Đậu tương là một trong số các cây lương thực đã có nhiều giống được cải biến di truyền (GMO) nhằm tăng năng suất. Hiện nay, khoảng 80% lượng đậu tương được trồng phục vụ thương mại đều là GMO. Công ty Monsanto là công ty hàng đầu thế giới hiện nay trong sản xuất cây chuyển gen nói chung và đậu tương chuyển gen nói riêng.

## Thành phần hoá học trong hạt đậu
Trong hạt đậu tương có các thành phần hoá học sau Protein (40%), lipid (12-25%), glucid (10-15%); có các muối khoáng Ca, Fe, Mg, P, K, Na, S; các vitamin A, B1, B2, D, E, F; các enzyme, sáp, nhựa, cellulose.
Trong đậu tương có đủ các amino acid cơ bản isoleucin, leucin, lysin, metionin, phenylalanin, tryptophan, valin. Ngoài ra, đậu tương được coi là một nguồn cung cấp protein hoàn chỉnh vì chứa một lượng đáng kể các amino acid không thay thế cần thiết cho cơ thể.
Các thực phẩm làm từ đậu tương được xem là một loại "thịt không xương" vì chứa tỷ lệ đạm thực vật dồi dào, có thể thay thế cho nguồn đạm từ thịt động vật. Thậm chí, lượng đạm (protein) trong 100 gr đậu tương có thể tương đương với lượng đạm trong 800 gr thịt bò.
Tại các quốc gia như Nhật Bản, Trung Quốc, 60% lượng đạm tiêu thụ hằng ngày là do cây đậu tương cung cấp, thông qua các loại thực phẩm như đậu hũ, đậu hũ thối, sữa đậu nành... Hàm lượng chất đạm chứa trong đậu tương cao hơn nhiều so với lượng chất đạm chứa trong các loại đậu khác.

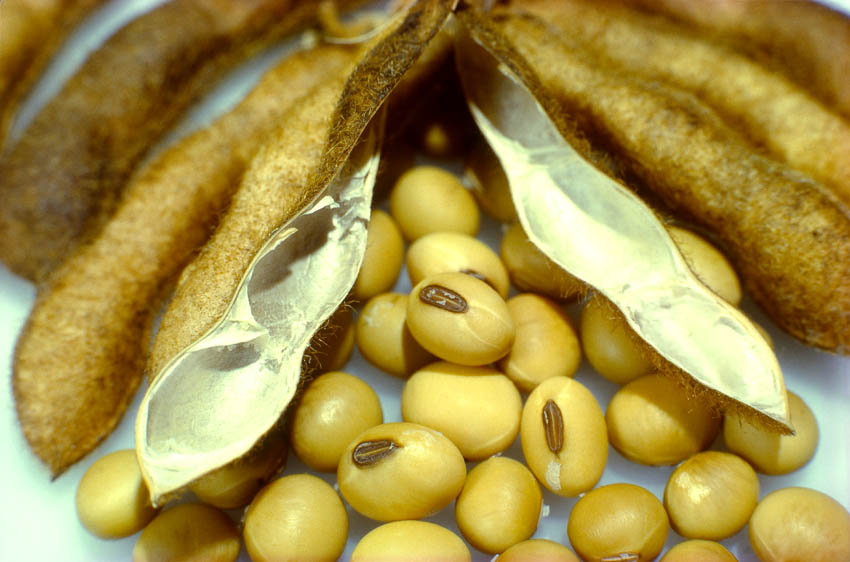
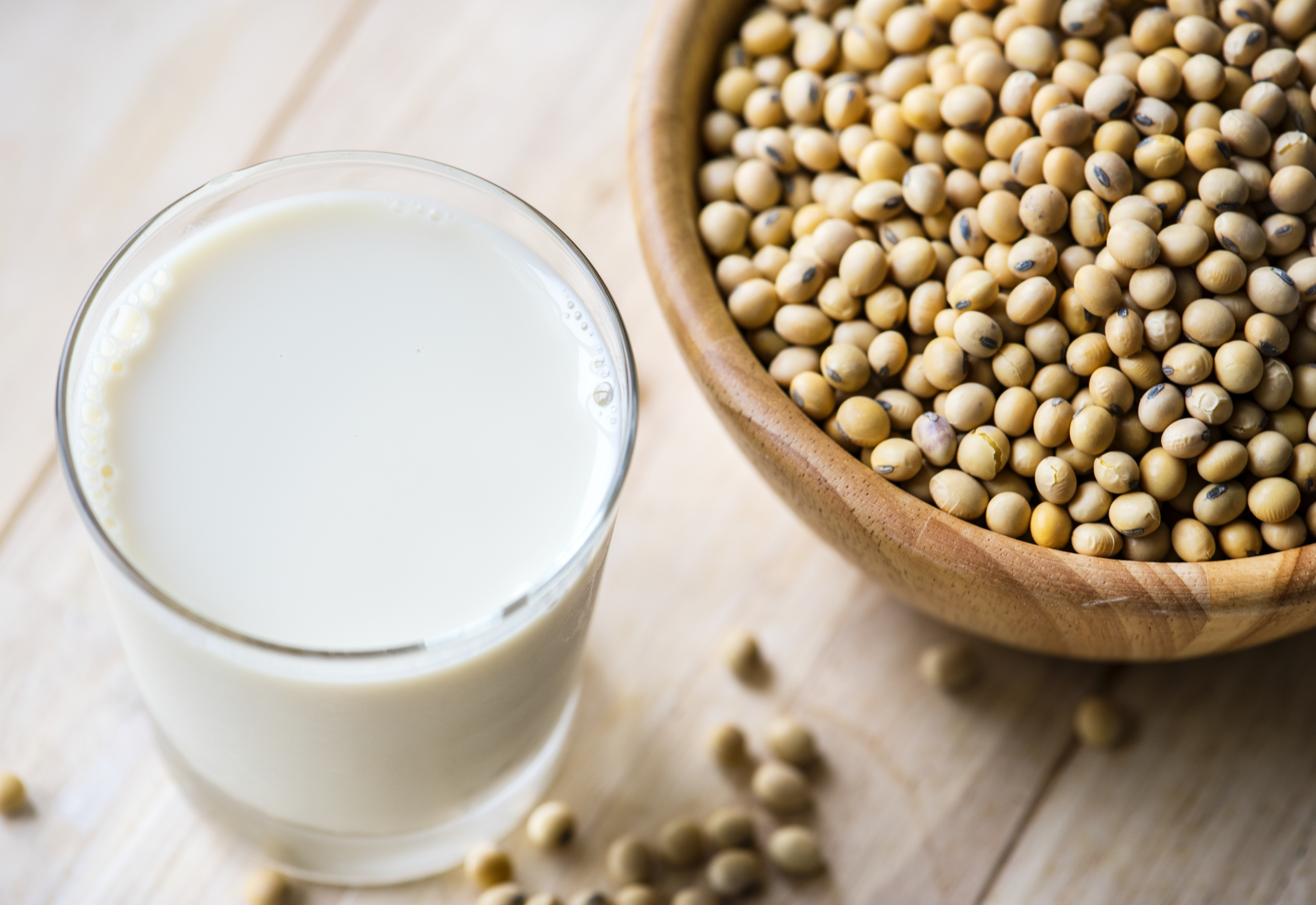
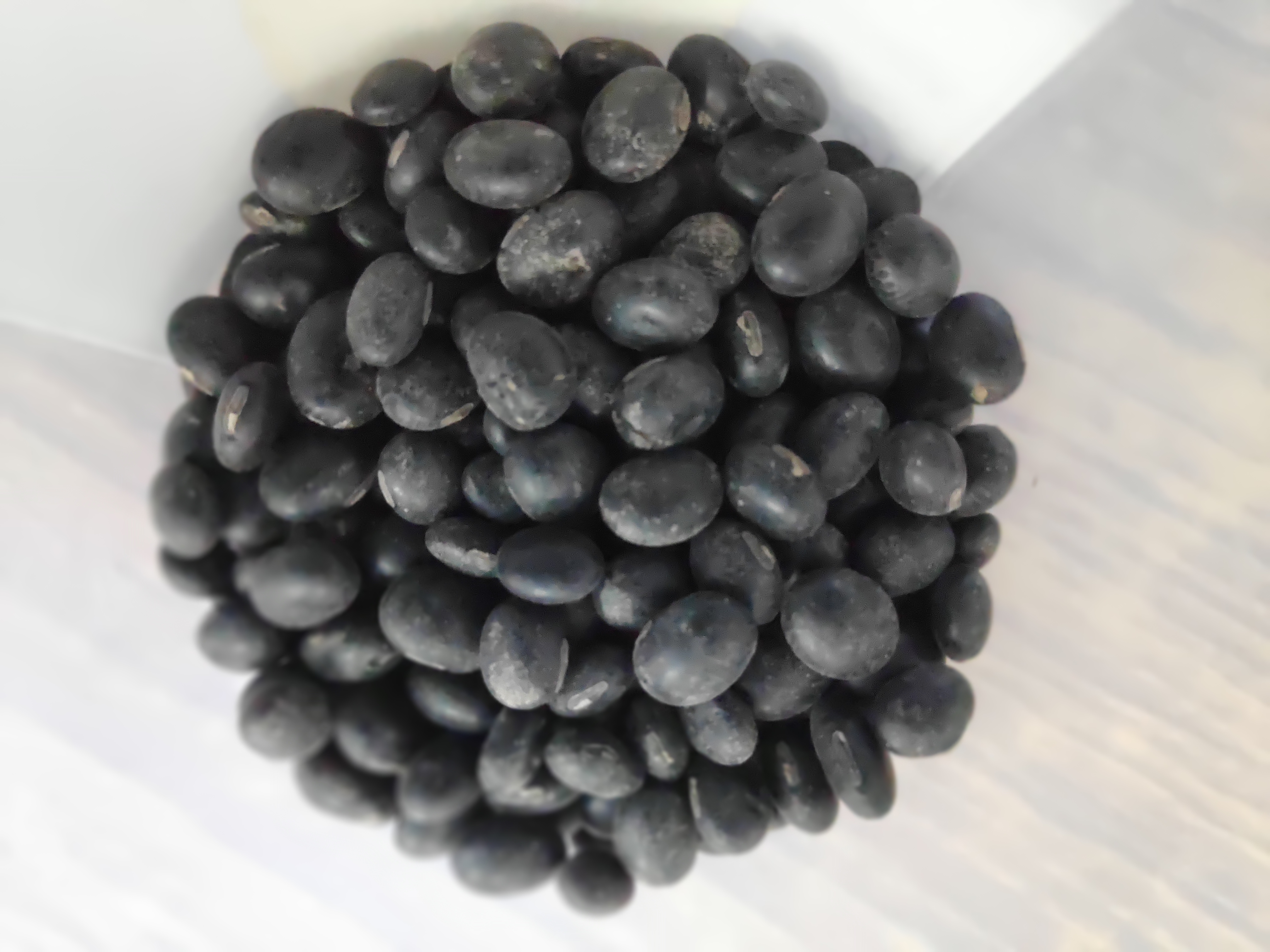
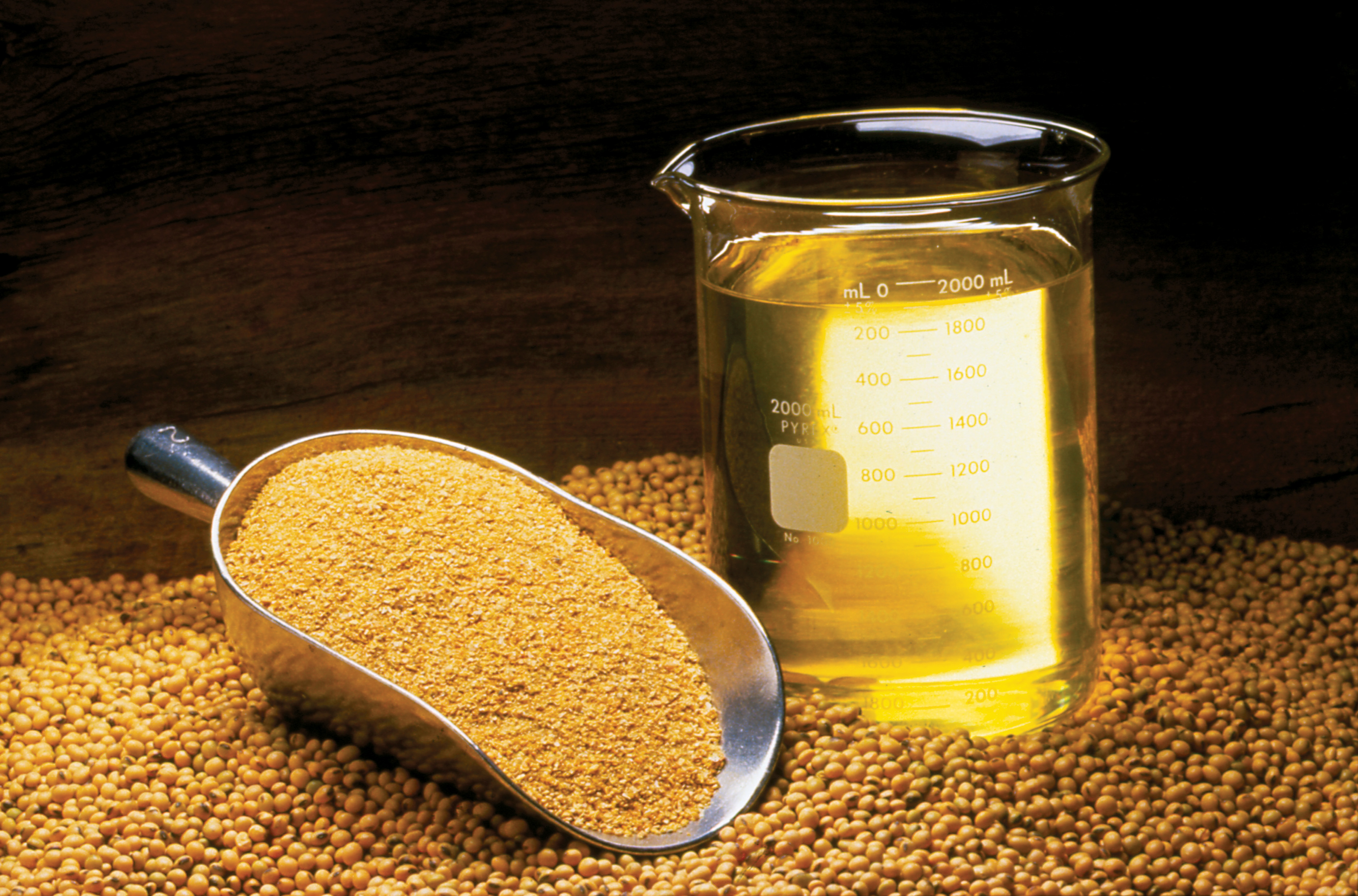
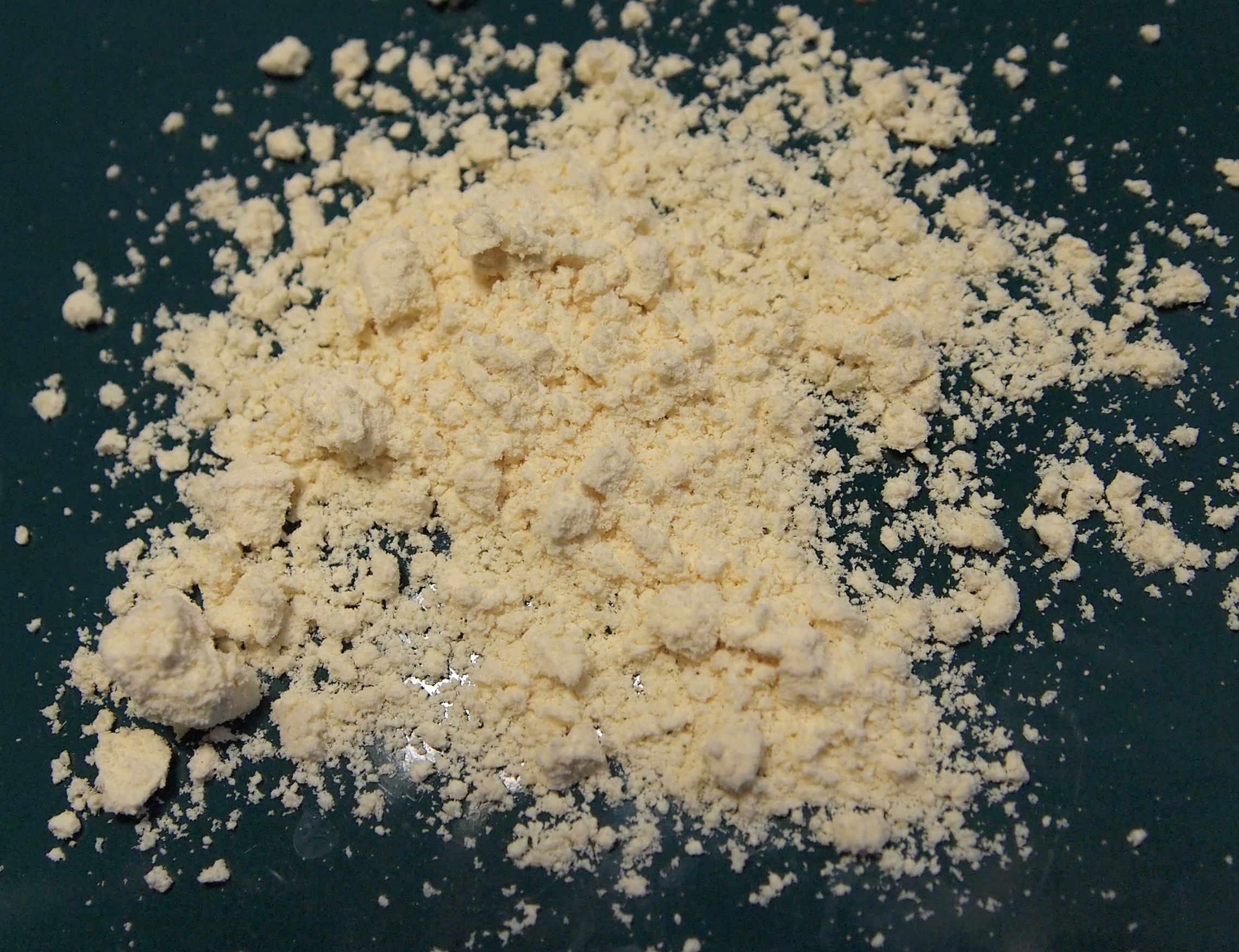